# Lagtjärnarna (Sorsele socken, Lappland, 726314-159792)
Lagtjärnarna är en sjö i Sorsele kommun i Lappland och ingår i Umeälvens huvudavrinningsområde.